# Fredrik Carl Ulrich
Fredrik Carl Ulrich, född 1808 i Stockholm, död 11 augusti 1868 i Gustavia, var en svensk militär och guvernör. Mellan 1858 och 1868 var Ulrich ordinarie guvernör över kolonin Svenska S:t Barthélemy.

## Biografi
Fredrik Ulrich var äldste son till kung Karl XIV Johans handsekreterare Johan Kristian Henrik Ulrich (1781–1849) och dennes hustru.
Släkten härstammade från Mecklenburg-Schwerin i norra Tyskland. Fredriks yngre syskon var Edla (1816–1897), Bror Ludvig (1818–1887) och Axel Sigfrid Ulrich (1826–1889).
Ulrich gifte sig med Albertina Plageman, född 6 november 1815, avliden 12 juli 1899 i Visby, och makarna fick flera barn.

I januari 1831 anlände Fredrik Ulrich i befattning av konseljnotarie (lokala parlamentet) till S:t Barthélemy. Därefter tjänstgjorde han i olika befattningar på ön.

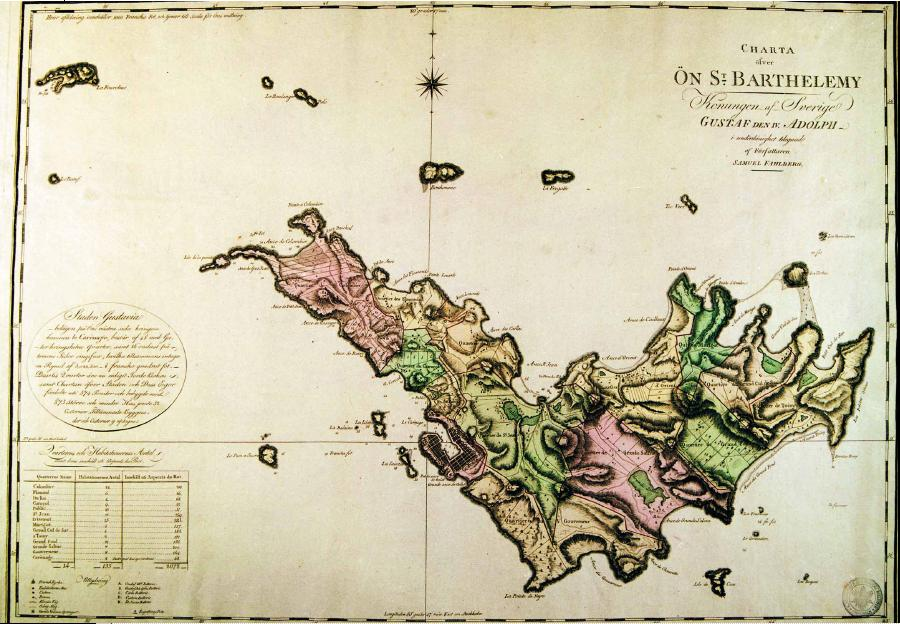
Svenska S:t Barthélemy 1784-1878

I juli 1841 utnämndes han till tillförordnad guvernör över Svenska S:t Barthélemy och innehade befattningen till november 1842, erhöll sedan nytt förordnande från juli 1844 till november 1845 och ånyo från maj 1853 till oktober 1854. Han inledde ett nytt förordnande i augusti 1858 tills han utnämndes till ordinarie guvernör i december 1860.
Han avled 1868 i sviterna efter en magåkomma.
Ulrich ersattes tillfälligt med Georg Wilhelm Netherwood i väntan på att brodern Bror Ludvig skulle anlända till kolonin. Ludvig Ulrich anlände till ön den 4 december 1868.